# Koulountou
La Koulountou (ou Kuluntu) est un cours d'eau du Sénégal qui prend sa source en Guinée au nord du massif montagneux de Fouta Djallon. C'est le plus important affluent du fleuve Gambie.
Comme le Niokolo, elle traverse le Parc national du Niokolo-Koba.

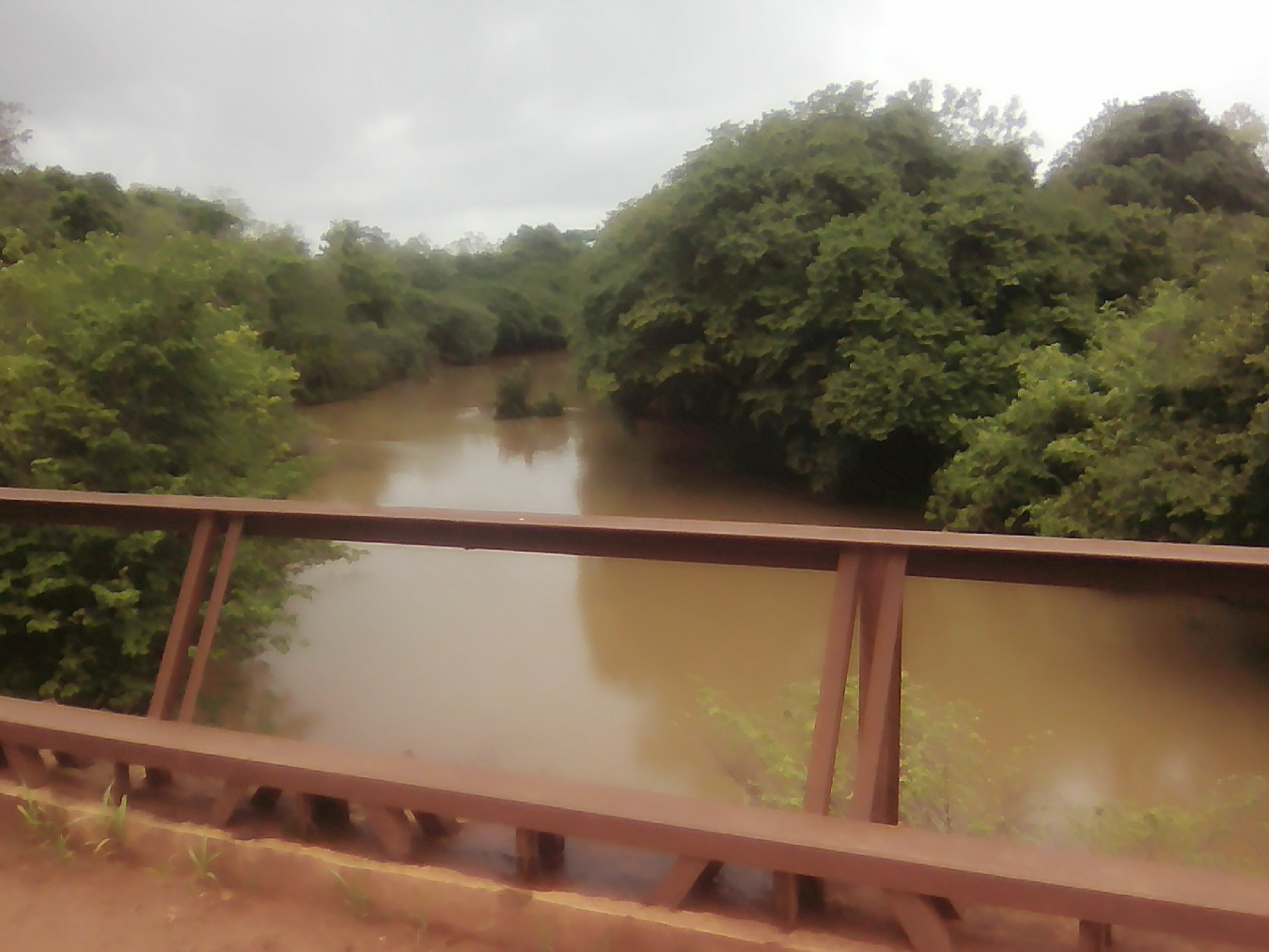
Pont sur le Koulountou à Koundara

Sa vaste plaine d'inondation stocke l'eau tout au long de l'année, et cette présence d'eau même pendant la saison sèche attire les animaux et favorise une prolifération de la végétation.

## Géographie
La source principale jaillit au nord-est du village de Barkére, au pied sud d’une chaîne de montagnes culminant à 640 m, sur la ligne de crête, à la frontière avec le Sénégal. La zone source se situe dans une vallée boisée d'environ 460 m d'altitude, à la frontière nord-ouest de la région de Labé dans le nord de la Guinée.
Après 61 km de sentier de vallée menant au sud - ouest , le Koulountou se trouve à gauche de la source de la Kouravel, longue de 57 km au sud. Le village et la région source sont situés à la frontière orientale de la préfecture de Gaoual de la région de Boké, dans le nord de la Guinée.
Après environ 81 km, le Koulountou change de direction et se dirige maintenant vers le nord-ouest. Au kilomètre 218, il atteint la frontière sénégalaise, dont une partie reste à 10 kilomètres à l'ouest. Ses parties inférieures fortement sinueuses forment la frontière entre la région de Tambacounda à l'est et la région de Kolda à l'ouest, et donc également la frontière orientale de la Casamance. La région riveraine des deux côtés de la rivière représente la limite ouest du parc national Niokolo-Koba.
Le Koulountou coule depuis l'est et le sud et se rend au centre de la Gambie. À l'embouchure du lit de la rivière a une largeur de près de 30 mètres, tandis que la Gambie coule ici à environ 80 mètres de large. Sur les basses terres, les rives sont accompagnées de forêts denses.